# 琶灰蝶屬
琶灰蝶屬（學名：Paraduba）是灰蝶科眼灰蝶亞科中的一個屬。是分佈在新幾內亞和周圍的島嶼的特有物種。

## 物種
- 美琶灰蝶 （Paraduba metroides）
- 琶灰蝶 （Paraduba owgarra）
- 斯琶灰蝶 （Paraduba siwiensis）